# كارول هايس
كارول هايس (بالإنجليزية: Carol Heiss)‏ هي مدربة تزلج فني ‏ وممثلة أمريكية، ولدت في 20 يناير 1940 في كوينز في الولايات المتحدة. من الجوائز التي نالتها قاعة مشاهير نساء أوهايو ‏.

## جوائز
- قاعة مشاهير نساء أوهايو [الإنجليزية]‏

## وصلات خارجية
- كارول هايس على موقع اللجنة الأولمبية الدولية (الإنجليزية)
- كارول هايس على موقع أوليمبيديا (الإنجليزية)
- كارول هايس على موقع IMDb (الإنجليزية)
- كارول هايس على موقع الموسوعة البريطانية (الإنجليزية)
- كارول هايس على موقع أول موفي (الإنجليزية)
- كارول هايس على موقع قاعدة بيانات الأفلام السويدية (السويدية)
- كارول هايس على موقع إن إن دي بي (الإنجليزية)
- كارول هايس على موقع قاعدة بيانات الفيلم (الإنجليزية)